# Liên hoan phim quốc tế Thượng Hải 2008
Liên hoan phim quốc tế Thượng Hải 2008 là liên hoan phim lần thứ 11 được tổ chức tại Thượng Hải, Trung quốc từ ngày 14 tới ngày 22 tháng 6 năm 2008. Đạo diễn người Hồng Kông Vương Gia Vệ làm trưởng Ban Giám khảo liên hoan phim này, cùng với các thành viên khác như nữ diễn viên người Mĩ gốc Hoa Trần Xung, đạo diễn người Đan Mạch nổi tiếng Bille August và nữ diễn viên người Israel Gila Almagor.
Các phim tham dự Liên hoan phim quốc tê Thượng Hải lần này gồm các phim của Trung quốc, châu Âu, Nhật Bản, Argentina, Nam Triều Tiên, Litva, Nga, Cộng hòa Séc và New Zealand. Tổng cộng có 260 phim được trình chiếu trong liên hoan phim này. Phim Mất của Litva đã đoạt 2 giải Ly (có chân) vàng cho đạo diễn (Maris Martinsons) và nhạc phim hay nhất cho (Andrius Mamontovas).

## Ban giám khảo
Dưới đây là danh sách các thành viên Ban Giám khảo
- Vương Gia Vệ (Đạo diễn người Hồng Kông, Chủ tịch)
- Trần Xung (Nữ diễn viên, người Mỹ gốc Hoa)
- Ulrich Felsberg (nhà sản xuất phim, Đức)
- Bille August (Đạo diễn, Đan Mạch)
- Gila Almagor (Nữ diễn viên, Israel)
- Momoi Kaori (Nữ diễn viên, Nhật Bản)
- Hoắc Kiến Khởi (Đạo diễn, Trung quốc)

## Phim đoạt giải Kim tước
Mukha của đạo diễn người Nga Vladimir Kott.